# Функция Дикмана

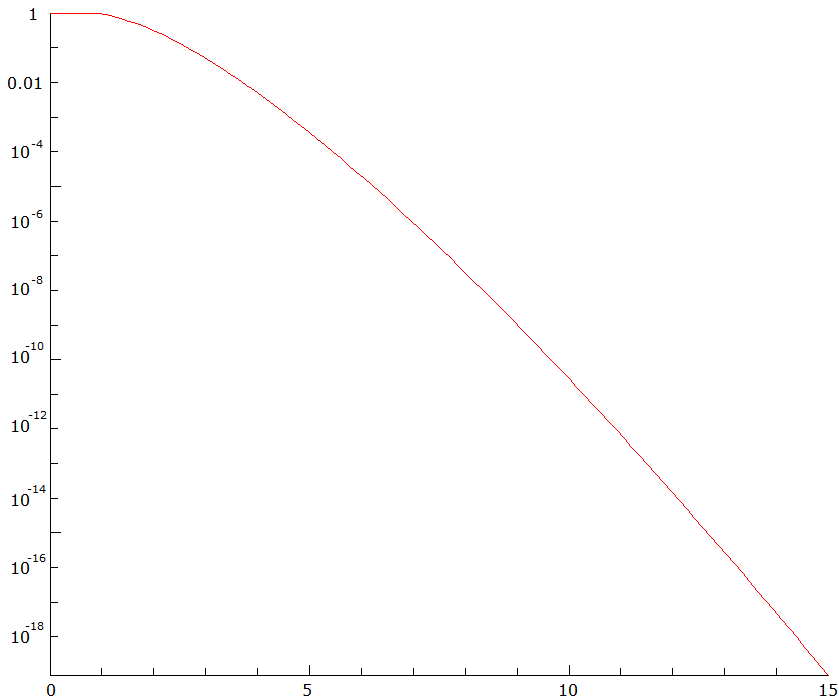
График функции Дикмана—де Брёйна ρ(u) на логарифмической шкале. Горизонтальная ось — аргумент u, а вертикальная — значение функции. График выглядит на логарифмической шкале почти как прямая, что показывает квазилинейность логарифма функции.

В аналитической теории чисел функцией Дикмана (другое название — функция Дикмана — де Брёйна) ρ называется специальная функция, используемая для оценки числа гладких чисел для заданной границы.
Впервые функция появилась у Карла Дикмана, в его единственной статье, посвященной математике. Позже функция была изучена датским математиком Николасом де Брёйном.

## Определение
Функция Дикмана — де Брёйна {\displaystyle \rho (u)} — это непрерывная функция, удовлетворяющая дифференциальному уравнению со сдвигом
{\displaystyle u\rho '(u)+\rho (u-1)=0}
с начальными условиями {\displaystyle \rho (u)=1} для 0 ≤ u ≤ 1.
Дикман, основываясь на эвристических соображениях, показал, что 
{\displaystyle \Psi (x,x^{1/a})\sim x\rho (a)}
где {\displaystyle \Psi (x,y)} — число y-гладких целых, меньших  x.
В. Рамасвами (V. Ramaswami) позднее дал строгое доказательство, что  
{\displaystyle \Psi (x,x^{1/a})=x\rho (a)+O(x/\log x)}
в нотации О большое.

## Приложения
Основное приложение функция  Дикмана-де Брёйна находит в оценке частоты появления гладких целых в заданных границах.  Функция может быть использована для оптимизации различных теоретико-числовых алгоритмов, хотя и сама по себе она интересна.
Используя {\displaystyle \log \rho }, можно показать, что 
{\displaystyle \Psi (x,y)=xu^{O(-u)}},
что связано с оценкой {\displaystyle \rho (u)\approx u^{-u}}, приведенной ниже.
Постоянная Голомба — Дикмана имеет альтернативное определение в терминах функции Дикмана — де Брёйна.

## Оценка
Простым приближением может служить {\displaystyle \rho (u)\approx u^{-u}.} 
Лучшую оценку даёт
{\displaystyle \rho (u)\sim {\frac {1}{\xi {\sqrt {2\pi u}}}}\cdot \exp(-u\xi +\operatorname {Ei} (\xi ))},
где Ei — интегральная показательная функция, а ξ — положительный корень уравнения
{\displaystyle e^{\xi }-1=u\xi .}
Простую верхнюю оценку дает {\displaystyle \rho (x)\leq 1/x!.}
| {\displaystyle u} | {\displaystyle \rho (u)} |
| ----------------- | ------------------------ |
| 1                 | 1                        |
| 2                 | 3.0685282⋅10-1           |
| 3                 | 4.8608388⋅10-2           |
| 4                 | 4.9109256⋅10-3           |
| 5                 | 3.5472470⋅10-4           |
| 6                 | 1.9649696⋅10-5           |
| 7                 | 8.7456700⋅10-7           |
| 8                 | 3.2320693⋅10-8           |
| 9                 | 1.0162483⋅10-9           |
| 10                | 2.7701718⋅10-11          |

## Вычисление
Для каждого интервала [n − 1, n] с целым n существует аналитическая функция {\displaystyle \rho _{n}}, такая, что {\displaystyle \rho _{n}(u)=\rho (u)}.  
Для 0 ≤ u ≤ 1, {\displaystyle \rho (u)=1}. 
Для 1 ≤ u ≤ 2, {\displaystyle \rho (u)=1-\log u}. 
Для 2 ≤ u ≤ 3,
{\displaystyle \rho (u)=1-(1-\log(u-1))\log(u)+\operatorname {Li} _{2}(1-u)+{\frac {\pi ^{2}}{12}}},
где Li2 — дилогарифм. 
Остальные {\displaystyle \rho _{n}} могут быть вычислены, используя бесконечные ряды.
Альтернативным методом вычисления может служить определение верхней и нижней границ методом трапеций.

## Расширение
Бах и Перальта определили двумерный аналог {\displaystyle \sigma (u,v)} функции {\displaystyle \rho (u)}. 
Эта функция используется для оценки функции {\displaystyle \Psi (x,y,z)}, аналогичной функции де Брёйна, но учитывающей число y-гладких целых чисел с хотя бы одним простым множителем, большим z.  Тогда
{\displaystyle \Psi (x,x^{1/a},x^{1/b})\sim x\sigma (b,a).}

## Внешние ссылки
- Broadhurst, David (2010). Dickman polylogarithms and their constants. arXiv:1004.0519.
- Soundararajan, K. (2010). An asymptotic expansion related to the Dickman function. arXiv:1005.3494.
- Weisstein, Eric W. Dickman function (англ.) на сайте Wolfram MathWorld.